# Spathius leucippus
Spathius leucippus är en stekelart som beskrevs av Nixon 1943. Spathius leucippus ingår i släktet Spathius och familjen bracksteklar. Inga underarter finns listade i Catalogue of Life.